# Groot-Brittannië op de Olympische Zomerspelen 1932
Groot-Brittannië nam deel aan de Olympische Zomerspelen 1932 in Los Angeles, Verenigde Staten. Er werden vier gouden medailles gewonnen, een meer dan vier jaar eerder.

## Medailleoverzicht
| Sport       | Olympiër                                                          | Discipline               | Medaille |
| ----------- | ----------------------------------------------------------------- | ------------------------ | -------- |
| Atletiek    | Thomas Hampson                                                    | 800m (m)                 | Goud     |
| Atletiek    | Thomas Green                                                      | 50km snelwandelen (m)    | Goud     |
| Roeien      | Lewis Clive Hugh Edwards                                          | twee-zonder(m)           | Goud     |
| Roeien      | John Badcock Hugh Edwards Jack Beresford Rowland George           | vier-zonder(m)           | Goud     |
| Atletiek    | John Cornes                                                       | 1500m (m)                | Zilver   |
| Atletiek    | Thomas Evenson                                                    | 3000m steeplechase (m)   | Zilver   |
| Atletiek    | Lord David Burghley Thomas Hampson Godfrey Rampling Crew Stoneley | 4x400m (m)               | Zilver   |
| Atletiek    | Samuel Ferris                                                     | marathon (m)             | Zilver   |
| Atletiek    | Judy Guinness                                                     | floret (v)               | Zilver   |
| Wielersport | Ernest Chambers Stanley Chambers                                  | tandem (m)               | Zilver   |
| Zeilen      | Peter Jaffe George Colin Ratsey                                   | star                     | Zilver   |
| Atletiek    | Donald Finlay                                                     | 110m horden (m)          | Brons    |
| Atletiek    | Nellie Halstead Eileen Hiscock Gwendoline Porter Violet Webb      | 50km snelwandelen (m)    | Brons    |
| Wielersport | William Harvell Charles Holland Ernest Johnson Frank Southall     | ploegenachtervolging (m) | Brons    |
| Zwemmen     | Elizabeth Davies                                                  | 100m rugslag (v)         | Brons    |
| Zwemmen     | Joyce Cooper Elizabeth Davies Edna Hughes Helen Varcoe            | 4x100m vrije slag (v)    | Brons    |

## Deelnemers en resultaten

### Atletiek
| Olympiër                                                          | Discipline             | Resultaat    | Prestatie                                                                                         |
| ----------------------------------------------------------------- | ---------------------- | ------------ | ------------------------------------------------------------------------------------------------- |
| Stanley Fuller                                                    | 100m (m)               | 23e          | serie 7: 4de in 11,3                                                                              |
| Ernie Page                                                        | 100m (m)               | 15e          | serie 2: 2de in 11,1 kwartfinale 3: 4de in 10,9                                                   |
| Fred Reid                                                         | 100m (m)               | DNF          | serie 1: niet gefinisht                                                                           |
| Stanley Engelhart                                                 | 200m (m)               | 14e          | serie 1: 3de kwartfinale 4: 4de in 21,9                                                           |
| Stanley Fuller                                                    | 200m (m)               | 17e          | serie 2: 3de in 22,4 kwartfinale 2: 5de in 22,0                                                   |
| Godfrey Rampling                                                  | 400m (m)               | 7e           | serie 5: 2de in 49,5 kwartfinale 2: 2de in 48,8 halve finale 1: 4de in 48,0                       |
| Crew Stoneley                                                     | 400m (m)               | 9e           | serie 4: 3de in 49,1 kwartfinale 3: 4de in 49,1 halve finale 2: 5de in 48,6                       |
| Tommy Hampson                                                     | 800m (m)               | Goud         | serie 3: 1ste in 1.53,0 finale: 1ste in 1.49,7 (WR)                                               |
| Jack Powell                                                       | 800m (m)               | 7e           | serie 1: 3de in 1.55,6 finale: 7de in 1.53,0                                                      |
| Jerry Cornes                                                      | 1500m (m)              | Zilver       | serie 1: 2de in 4.01,0 finale: 2de in 3.52,6                                                      |
| Reg Thomas                                                        | 1500m (m)              | DNF          | serie 3: niet gefinisht                                                                           |
| George Bailey                                                     | 5000m (m)              | series       | serie 1: 8ste                                                                                     |
| Alec Burns                                                        | 5000m (m)              | 7e           | serie 2: 1ste in 15.25,8 finale: 7de in 15.04,4                                                   |
| Lord Burghley                                                     | 110m horden (m)        | 5e           | serie 4: 3de in 15,1 halve finale 1: 2de in 14,6 finale: 5de in 14,83                             |
| Don Finlay                                                        | 110m horden (m)        | Brons        | serie 2: 1ste in 14,8 kwartfinale 3: 4de in 10,9 halve finale 1: 3de in 14,6 finale: 3de in 14,74 |
| Roland Harper                                                     | 110m horden (m)        | halve finale | serie 1: 2de in 14,9 halve finale 2: 5de in 14,9                                                  |
| Lord Burghley                                                     | 400m horden (m)        | 4e           | serie 4: 2de in 55,1 halve finale 1: 3de in 53,0 finale: 4de in 52,01                             |
| George Bailey                                                     | 3000m steeplechase (m) | 5e           | serie 2: 4de in 9.16,0 finale: 5de in 10.53,2                                                     |
| Tom Evenson                                                       | 3000m steeplechase (m) | Zilver       | serie 1: 1ste in 9.18,8 (OR) finale: 2de in 10.46,0                                               |
| Don Finlay Stanley Fuller Stanley Engelhart Ernie Page            | 4x100m (m)             | 6e           | serie 1: 3de in 42,0 finale: 6de in 41,4                                                          |
| Lord David Burghley Thomas Hampson Godfrey Rampling Crew Stoneley | 4x400m (m)             | Zilver       | serie 2: 2de in 3.21,8 finale: 2de in 3.11,2                                                      |
| Sam Ferris                                                        | marathon (m)           | Zilver       | 2:31.55                                                                                           |
| Dunky Wright                                                      | marathon (m)           | 4e           | 2:32.41                                                                                           |
| Thomas Green                                                      | 50km snelwandelen (m)  | Goud         | 4:50.10                                                                                           |
|                                                                   |                        |              |                                                                                                   |
| Eileen Hiscock                                                    | 100m (v)               | 5e           | serie 3: 3de in 12,3 finale: 5de in 12,3                                                          |
| Ethel Johnson                                                     | 100m (v)               | 20e          | serie 4: 5de in 13,9                                                                              |
| Gwen Porter                                                       | 100m (v)               | 14e          | serie 1: 4de in 12,4                                                                              |
| Violet Webb                                                       | 80m horden (v)         | 5e           | serie 2: 2de in 12,1 finale: 5de in 11,9                                                          |
| Eileen Hiscock Gwen Porter Violet Webb Nellie Halstead            | 4x100m (v)             | Brons        | 47,6                                                                                              |

### Boksen
| Olympiër      | Discipline  | Resultaat | Prestatie |
| ------------- | ----------- | --------- | --- |
| Thomas Pardoe | -50,8kg (m) | 4e        | 1ste ronde: vrij kwartfinale: W van JPN Murakami: punten halve finale: V van MEX Cabanas: punten bronzen finale: V van USA Salica: walk-over                   |
| Harry Mizler  | -61,2kg (m) | 4e        | 1ste ronde: V van USA Bor: punten |
| Thomas Pardoe | -66,7kg (m) | 4e        | 1ste ronde: W van MEX Romero: punten kwartfinale: W van FRA Laplace: punten halve finale: V van USA Flynn: punten bronzen finale: V van FIN Ahlberg: walk-over |

### Moderne vijfkamp
| Olympiër                   | Discipline | Resultaat | Prestatie |
| -------------------------- | ---------- | --------- | --------- |
| Vernon William Barlow      | mannen     | 14e       | 61 punten |
| Charles Percy Digby Legard | mannen     | 8e        | 53 punten |
| Jeffrey McDougall          | mannen     | 15e       | 62 punten |

### Roeien
| Olympiër | Discipline      | Resultaat | Prestatie                                                                  |
| --- | --------------- | --------- | -------------------------------------------------------------------------- |
| Leslie Southwood | skiff (m)       | 6e        | serie 2: 1ste in 7.42,6 finale: 4de in 8.33,6                              |
| Lewis Clive Hugh Edwards | twee-zonder (m) | Goud      | serie 2: 1ste in 7.47,0 finale: 1ste in 8.00,0                             |
| John Badcock Hugh Edwards Jack Beresford Rowland George                                                                                | vier-zonder (m) | Goud      | serie 1: 1ste in 7.13,2 finale: 1ste in 6.58,2                             |
| Lewis Luxton Donald McCowen Harold Rickett Charles Sergell William Sambell Thomas Askwith Kenneth Payne David Haig-Thomas John Ranking | acht (m)        | 4e        | serie 1: 2de in 6.34,4 herkansingen: 1ste in 6.49,0 finale: 1ste in 6.40,8 |

### Schermen
| Olympiër                  | Discipline | Resultaat | Prestatie |
| ------------------------- | ---------- | --------- | --- |
| Emrys Lloyd               | floret (m) | 6e        | 1ste ronde groep 1: 1ste met 5 overwinningen halve finale 2: 1ste met 7 overwinningen finale: 6de met 5 overwinningen |
|                           |            |           | |
| Peggy Butler              | floret (v) | 10e       | 1ste ronde groep 1: 5de met 4 overwinningen finale: 10de met 0 overwinningen                                          |
| Judy Guinness Penn-Hughes | floret (v) | Zilver    | 1ste ronde groep 2: 2de met 5 overwinningen finale: 2de met 8 overwinningen                                           |

### Wielersport
| Olympiër                                                      | Discipline               | Resultaat | Prestatie |
| Baan                                                          | Baan                     | Baan      | Baan |
| ------------------------------------------------------------- | ------------------------ | --------- | --- |
| Ernest Chambers                                               | sprint (m)               | 5e        | serie 2: 2de kwartfinale: V van ITA Pellizzari                                                                 |
| William Harvell                                               | tijdrit (m)              | 4e        | 1.14,7 |
| Ernest Chambers Stanley Chambers                              | tandem (m)               | Zilver    | serie 1: V van FRA Perrin/Chaillot herkansingen: 2de halve finale: walk-over finale: V van FRA Perrin/Chaillot |
| Ernest Johnson William Harvell Frank Southall Charles Holland | ploegenachtervolging (m) | Brons     | kwalificatie: 3de in 4.58,2 halve finale: V van Frankrijk: 4.57,4 bronzen finale: W van Canada: 4.56,0         |
| Weg                                                           |                          |           | |
| Stanley Butler                                                | wegwedstrijd (m)         | 16e       | 2:37.19,6 |
| William Harvell                                               | wegwedstrijd (m)         | 19e       | 2:37.46,8 |
| Charles Holland                                               | wegwedstrijd (m)         | 15e       | 2:37.17,2 |
| Frank Southall                                                | wegwedstrijd (m)         | 6e        | 2:30.16,2 |
| Frank Southall Charles Holland Stanley Butler                 | wegwedstrijd team (m)    | 4e        | 7:44.53,0 |

### Worstelen
| Olympiër              | Discipline  | Resultaat   | Prestatie |
| Vrije stijl           | Vrije stijl | Vrije stijl | Vrije stijl |
| --------------------- | ----------- | ----------- | --- |
| Joseph Reid           | -56kg (m)   | 5e          | 1ste ronde: V van FIN Jaskari 2de ronde: W van GRE Zervinis 3de ronde: V van USA Pearce                              |
| Joseph William Taylor | -61kg (m)   | 4e          | 1ste ronde: V van SWE Karlsson 2de ronde: W van MEX Arellano 3de ronde: W van FRA Chasson 4de ronde: V van USA Nemir |

### Zeilen
| Olympiër                        | Discipline                | Resultaat | Prestatie                          |
| ------------------------------- | ------------------------- | --------- | ---------------------------------- |
| George Colin Ratsey             | 1-mans olympisch monotype | 6e        | 69 punten: (1-5-1-7-4-9-8-7-9-9-3) |
| George Colin Ratsey Peter Jaffe | star                      | Zilver    | 35 punten: (2-4-4-4-3-1-3)         |

### Zwemmen
| Olympiër                                                             | Discipline            | Resultaat | Prestatie                                                                   |
| -------------------------------------------------------------------- | --------------------- | --------- | --------------------------------------------------------------------------- |
| Mostyn Ffrench-Williams                                              | 100m vrije slag (m)   | 18e       | serie 2: 5de in 1.05,9                                                      |
| Reginald Sutton                                                      | 100m vrije slag (m)   | 13e       | serie 1: 4de in 1.02,9                                                      |
| Joseph Whiteside                                                     | 100m vrije slag (m)   | 16e       | serie 3: 4de in 1.04,7                                                      |
| Bob Leivers                                                          | 400m vrije slag (m)   | 12e       | serie 4: 3de in 5.14,6                                                      |
| Norman Wainwright                                                    | 400m vrije slag (m)   | 11e       | serie 2: 3de in 5.12,0                                                      |
| Willie Francis                                                       | 100m rugslag (m)      | 10e       | serie 2: 4de in 1.12,9                                                      |
| Joseph Whiteside Bob Leivers Reginald Sutton Mostyn Ffrench-Williams | 4x200m vrije slag (m) | 5e        | 9.45,8                                                                      |
|                                                                      |                       |           |                                                                             |
| Joyce Cooper                                                         | 100m vrije slag (v)   | 7e        | serie 2: 1ste in 1.09,0 (OR) halve finale 1: 4de in 1.09,2                  |
| Valerie Davies                                                       | 100m vrije slag (v)   | 11e       | serie 1: 3de in 1.12,7                                                      |
| Edna Hughes                                                          | 100m vrije slag (v)   | 13e       | serie 3: 4de in 1.15,1                                                      |
| Joyce Cooper                                                         | 400m vrije slag (v)   | 4e        | serie 1: 1ste in 5.56,7 halve finale 2: 3de in 6.00,4 finale: 4de in 5.49,7 |
| Joyce Cooper                                                         | 100m rugslag (v)      | 6e        | serie 3: 2de in 1.25,0 finale: 6de in 1.23,4                                |
| Valerie Davies                                                       | 100m rugslag (v)      | Brons     | serie 2: 1ste in 1.22,0 finale: 3de in 1.22,5                               |
| Phyllis Harding                                                      | 100m rugslag (v)      | 13e       | serie 1: 3de in 1.22,6 finale: 4de in 1.22,6                                |
| Margery Hinton                                                       | 200m schoolslag (v)   | 4e        | serie 3: 2de in 3.13,5 finale: 4de in 3.11,7                                |
| Cecelia Wolstenholme                                                 | 200m schoolslag (v)   | 8e        | serie 2: 3de in 3.24,5                                                      |
| Joyce Cooper Elizabeth Davies Edna Hughes Helen Varcoe               | 4x100m vrije slag (v) | Brons     | 4.52,4                                                                      |

Argentinië · Australië · België · Brazilië · Brits-Indië · Canada · Colombia · Denemarken · Duitsland · Estland · Filipijnen · Finland · Frankrijk · Griekenland · Groot-Brittannië · Haïti · Hongarije · Ierland · Italië · Japan · Joegoslavië · Letland · Mexico · Nederland · Nieuw-Zeeland · Noorwegen · Oostenrijk · Polen · Portugal · Republiek China · Spanje · Tsjecho-Slowakije · Uruguay · Verenigde Staten · Zuid-Afrika · Zweden · Zwitserland